# Тунфельд, Кунц фон
Кунц (Конрад) фон Тунфельд (нем. Kunz (Konrad) von Thunfeld, р. XV в. — ум. XV или XVI вв.) — франконский дворянин, сторонник проповедника Ганса Бема и военный предводитель восставших вюрцбургских крестьян в 1476 году.

## Биография
Кунц фон Тунфельд происходил из старинной мелкой дворянской франконской семьи Тунфельдов, бывших вассалами княжества-епископства Вюрцбург и министериалами Бамбергского княжества-епископства.
В 1476 году вместе с сыном Михаэлем вступили в заговор с проповедником Гансом Бёмом, выступавшим против знати и церкви. Бём вскоре приобрел большую популярность среди простонародья. Тунфельды должны были стать военными предводителями предполагавшегося восстания, намеченного на день святого Килиана (8 июля).
Когда Бём призвал к вооруженному восстанию, князь-епископ Вюрцбурга Рудольф II похитил его и доставил в Вюрцбург.
В назначенный день собралось около 34 тыс. вооруженных крестьян, но известие о случившемся подействовало на них удручающе. Большая часть разбежалась; 13 июля оставшиеся 16 тыс. под предводительством Кунца фон Тунфельда и Михаэля собрались в Никласхаузене и отправились к замку. С помощью разных обещаний епископ уговорил их уйти; но как только они начали расходиться, на них напали всадники епископа и многих захватили в плен.
Двое были обезглавлены, Ганс был сожжен как еретик. Кунц фон Тунфельд бежал, получив прощение и статус вассала епископа ценой уступки всех имений епископу.